# Nomada kaguya
Nomada kaguya là một loài Hymenoptera trong họ Apidae. Loài này được Hirashima mô tả khoa học năm 1953.